# Барбертон пилетина
Барбертон пилетина, позната и као српска похована пилетина, је стил печене пилетине пореклом из града Барбертона у округу Самит, Охајо. То је препознатљив српско-амерички стил који се служи у неколико ресторана који су углавном у српском власништву у Барбертону и оближњем Нортону и све више у другим околним заједницама. Стил пилетине је граду дао национално признање, а неки су Барбертон прогласили „светском престоницом пилетине“  или „америчком престоницом пржене пилетине“.

## Историја
Барбертон пилетина је почела са Михаилом и Смиљком Топалски, српским имигрантима који су стигли у Америку на прелазу из 20. века. Као и многи током Велике депресије, оптерећени су дуговима и били су приморани да продају своју породичну фарму. Они су 1933. године отворили ресторан Belgrade Gardens у којем су продавали пржену пилетину спреману на посебан начин, заједно са купус салатом спремљеном са сирћетом, прилогом од пиринча и соса од парадајза зачињеним љутим папричицама, и свеже спремљеним помфритом. Барбертонова предања говоре да су то биле тачне реплике онога што су Топалски у Србији познавали као поховану пилетину, купус салату, ђувеч и помфрит.
Убрзо су се појавили и други ресторани који су копирали препознатљив стил. Хелен ДеВор, која је радила за Belgrade Gardens, отворила је Hopocan Gardens 1946. године. White House Chicken Dinners је 1950. године основала породица Павков, која је била власник ресторана до касних 1980-их када су га продали породици ДеВоре. Српско-америчка породица Милић отворила је 1955. године Milich's Village Inn. Породица Милић је у јулу 2014. најавила да ће затворити свој ресторан 31. децембра. Месец дана касније, локација је поново отворена под новим власништвом под именом Village Inn Chicken, где се и даље служи чувена печена пилетина.
Данас четири ресторана у овом месту послужују преко седам и по тона пилетине недељно. Пилетина је постала толико популарна да се често шаље широм Сједињених Држава, обично становницима Охаја, који су се преселили. White House Chicken се недавно проширио на неколико локација у североисточном Охају, одбацујући традиционални стил седења у корист модела брзе хране.

## Начела
Основна начела Барбертонске пржене пилетине су једноставна, али их се стриктно придржавају сви конкурентски ресторани. Они су следећи:
- "Права" пилетина Барбертон је свежа, никад замрзнута.
- Ни пилетина ни презле нису ни са чим зачињене.[2][3]
- Пилићи се прже у масти.[4]
- Рез на пилетини се разликује од уобичајеног. Пилићи су исечени на много делова, укључујући груди, бутине, ноге, крила и леђа. Ово је вероватно укорењено у Великој депресији, када је било потребно створити највише комада по пилетини без икаквог отпада.[2][4] Леђа заправо дају мало меса, а понекад се рекламирају као „пилећа ребра“ због своје пролазне сличности са говеђим или свињским ребрима.[3]